# Två väldiga strider om människans själ
Två väldiga strider om människans själ är en väckelsepsalm av biskopen i Strängnäs Adam Teodor Strömberg från 1883. 
Melodi av Burkhard Waldis från 1553, men psalmen kan även sjungas på folkmelodin till psalmen Nu stunden är kommen, o saliga fröjd. I Koralbok för Nya psalmer, 1921 anges att melodin är tryckt i Ein schön Geistlich Sangböck från 1542 med årtalet 1697 satt inom parentes, eftersom melodin "försvenskades" till 1697 års koralbok. 

## Publicerad som
- Nr 577 i Nya psalmer 1921, tillägget till 1819 års psalmbok under rubriken "Det Kristliga Troslivet: Troslivet hos den enskilda människan: Kallelse väckelse och upplysning".
- Nr 266 i 1937 års psalmbok fortfarande med inledningsorden "Två väldiga strida...", under rubriken "Kallelse och upplysning".
- Nr 536 i 1986 års psalmbok under rubriken "Kallelse".